# Lijst van rijksmonumenten in de Hartenstraat
Een overzicht van de 27 rijksmonumenten aan de Hartenstraat in Amsterdam.
| Object                                                                                                | Oorspronkelijke functie? | Bouwjaar                       | Architect | Locatie         | Coördinaten?                  | Nr.? | Afbeelding        |
| --- | ------------------------ | ------------------------------ | --------- | --------------- | ----------------------------- | ---- | ----------------- |
| Pand met gevel onder rechte lijst met dakkapel                                                        | Gebouw                   | eerste helft 19e eeuw          |           | Hartenstraat 1  | 52° 22' 20" NB, 4° 53' 12" OL | 1447 | Meer afbeeldingen |
| Pand met klokgevel                                                                                    | Gebouw                   | derde kwart 18e eeuw           |           | Hartenstraat 3  | 52° 22' 20" NB, 4° 53' 12" OL | 1448 | Meer afbeeldingen |
| Pand met klokgevel met burchttoren op de afdekking                                                    | Gebouw                   | tegen 1750                     |           | Hartenstraat 5A | 52° 22' 20" NB, 4° 53' 11" OL | 1449 | Meer afbeeldingen |
| Pand met gevel onder rechte lijst met consoles                                                        | Gebouw                   | ca. 1800                       |           | Hartenstraat 7  | 52° 22' 20" NB, 4° 53' 11" OL | 1450 | Meer afbeeldingen |
| Pand met gevel onder rechte lijst met consoles                                                        | Gebouw                   | ca. 1800                       |           | Hartenstraat 9  | 52° 22' 20" NB, 4° 53' 11" OL | 1451 | Meer afbeeldingen |
| Pand met gevel onder klossenlijst met gesneden puibalk                                                | Gebouw                   | eerst kwart 19e eeuw           |           | Hartenstraat 11 | 52° 22' 20" NB, 4° 53' 10" OL | 1452 | Meer afbeeldingen |
| Pand met gevel onder gesneden golvende lijst                                                          | Gebouw                   | derde kwart 18e eeuw           |           | Hartenstraat 13 | 52° 22' 20" NB, 4° 53' 10" OL | 1453 | Meer afbeeldingen |
| Pand met gevel onder rechte lijst                                                                     | Gebouw                   | tweede helft 19e eeuw          |           | Hartenstraat 15 | 52° 22' 20" NB, 4° 53' 10" OL | 1454 | Meer afbeeldingen |
| Pand met gevel onder rechte lijst met dakkapel                                                        | Gebouw                   | mogelijk eerste helft 19e eeuw |           | Hartenstraat 17 | 52° 22' 20" NB, 4° 53' 10" OL | 1455 | Meer afbeeldingen |
| Pand met gevel onder rechte lijst met dakkapel                                                        | Gebouw                   | mogelijk eerst helft 19e eeuw  |           | Hartenstraat 19 | 52° 22' 20" NB, 4° 53' 9" OL  | 1456 | Meer afbeeldingen |
| Pand met klokgevel                                                                                    | Gebouw                   | derde kwart 18e eeuw           |           | Hartenstraat 25 | 52° 22' 20" NB, 4° 53' 9" OL  | 1457 | Upload foto       |
| Pand met gevel onder rechte lijst                                                                     | Gebouw                   | 18e/19e eeuw                   |           | Hartenstraat 27 | 52° 22' 20" NB, 4° 53' 9" OL  | 1458 | Meer afbeeldingen |
| Pand met trapgevel                                                                                    | Bedrijfs-,fabriekswoning | tweede of derde kwart 17e eeuw |           | Hartenstraat 29 | 52° 22' 20" NB, 4° 53' 8" OL  | 1459 | Meer afbeeldingen |
| Pand met klokgevel                                                                                    | Werk-woonhuis            | derde kwart 18e eeuw           |           | Hartenstraat 31 | 52° 22' 20" NB, 4° 53' 8" OL  | 1460 | Meer afbeeldingen |
| Pand met halsgevel                                                                                    | Gebouw                   | tweede kwart 18e eeuw          |           | Hartenstraat 33 | 52° 22' 20" NB, 4° 53' 8" OL  | 1461 | Meer afbeeldingen |
| Pand met gevel onder rechte lijst                                                                     | Gebouw                   | eerste helft 19e eeuw          |           | Hartenstraat 35 | 52° 22' 20" NB, 4° 53' 8" OL  | 1462 | Meer afbeeldingen |
| Pand met gevel onder rollagentop                                                                      | Gebouw                   | 17e/19e eeuw                   |           | Hartenstraat 37 | 52° 22' 20" NB, 4° 53' 7" OL  | 1463 | Meer afbeeldingen |
| Pand met halsgevel                                                                                    | Gebouw                   | tweede kwart 18e eeuw          |           | Hartenstraat 2  | 52° 22' 21" NB, 4° 53' 12" OL | 1464 | Meer afbeeldingen |
| Pand met halsgevel                                                                                    | Gebouw                   | tweede kwart 18e eeuw          |           | Hartenstraat 4  | 52° 22' 20" NB, 4° 53' 11" OL | 1465 | Meer afbeeldingen |
| Pand met gevel onder lijst met consoles en triglyfen met houten pui en tabaksrollen als uithangtekens | Gebouw                   | ca. 1725                       |           | Hartenstraat 6  | 52° 22' 20" NB, 4° 53' 11" OL | 1466 | Meer afbeeldingen |
| Pand met gevel onder gesneden lijst met consoles                                                      | Gebouw                   | ca. 1800                       |           | Hartenstraat 8  | 52° 22' 20" NB, 4° 53' 11" OL | 1467 | Meer afbeeldingen |
| Pand met halsgevel met houten pui                                                                     | Gebouw                   | ca. 1800                       |           | Hartenstraat 16 | 52° 22' 21" NB, 4° 52' 59" OL | 1468 | Meer afbeeldingen |
| Pand met gevel onder rechte lijst                                                                     | Gebouw                   | mogelijk eerste helft 19e eeuw |           | Hartenstraat 18 | 52° 22' 21" NB, 4° 53' 9" OL  | 1469 | Meer afbeeldingen |
| Pand met gevel onder gesneden lijst                                                                   | Gebouw                   | eerste kwart 19e eeuw          |           | Hartenstraat 20 | 52° 22' 21" NB, 4° 53' 9" OL  | 1470 | Meer afbeeldingen |
| Pand met gevel onder rechte lijst met consoles en met erkervormige uitstalkastjes                     | Gebouw                   | eerste kwart 19e eeuw          |           | Hartenstraat 28 | 52° 22' 21" NB, 4° 53' 8" OL  | 1471 | Meer afbeeldingen |
| Pand met gevel onder rollagentop                                                                      | Gebouw                   | 18e/19e eeuw                   |           | Hartenstraat 30 | 52° 22' 21" NB, 4° 53' 8" OL  | 1472 | Meer afbeeldingen |
| Hoekhuis met voorgevel pui en gesneden dakkapel op de zijdaklijst met consoles                        | Gebouw                   | 18e/19e eeuw                   |           | Hartenstraat 36 | 52° 22' 21" NB, 4° 53' 7" OL  | 1473 | Meer afbeeldingen |